# Eva Kotchever
 Der er for få eller ingen kildehenvisninger i denne artikel, hvilket er et problem. Du kan hjælpe ved at angive troværdige kilder til de påstande, som fremføres i artiklen.

Eva Kotchever (født 16. juni 1891, død 17. december 1943) var en polsk forfatter. Hun er kendt for at åbne en lesbisk bar i Greenwich Village i New York i 1926. Født Chawa Chava Zloczower, kendt som Eve Adams, hun var den første åbne personlighed  homoseksuel polsk.
I dag er Eva Kotchever et LHBT-symbol.
Baren er en del af New Yorks arv.
Paris har en gade, der hedder Eva Kotchever, samt en skole.